# Liste der Monuments historiques in Montreux-Château
Die Liste der Monuments historiques in Montreux-Château führt die Monuments historiques in der französischen Gemeinde Montreux-Château auf.

## Liste der Bauwerke
| Bezeichnung | Beschreibung        | Standort | Kennzeichnung | Schutzstatus | Datum | Bild           |
| ----------- | ------------------- | -------- | ------------- | ------------ | ----- | -------------- |
| Motte       | 13./14. Jahrhundert | (Lage)   | PA00132866    | Inscrit      | 1994  | weitere Bilder |